# كاثرين أوبالينسكا
كاثرين أوبالينسكا (نطق البولندية:كاتارزينا أوبالينسكا؛ البولندية: Katarzyna Opalińska؛ الفرنسية:Catherine Opalinska؛ 13 أكتوبر 1680 - 19 مارس 1747)؛ كانت ملكة الكومنولث البولندي-الليتواني القرينة لمرتين وذلك باعتبارها زوجة ستانيسلاف ليزينسكي، ومنذ 1737 حتى وفاتها أصبحت دوقة لورين وبار القرينة، وفضلاً عن ذلك هي حماة لويس الخامس عشر ملك فرنسا.

## السيرة الذاتية
ولدت كاتارزينا في بوزنان بكومنولث البولندي-الليتواني لعائلة نبيلة رائدة والديها هما يان كارول أوبالينسكي وزوفيا كارنكوفسكا، في 10 مايو أصبحت متزوجة من ستانيسلاف ليزينسكي في كراكوف، ومع 1601 أنجبت ابنتها آنا ثم في 1603 ماريا (زوجة لويس الخامس عشر في المستقبل)، ومع ذلك عانت كاتارزينا من 20 حالة إجهاض بين 1700 و1720.
في 1704 أصبحت ملكة بولندا لأول مرة بعد انتخاب زوجها الذي حصل على الدعم من كارل الثاني عشر ملك السويد، على الرغم من أن وضع بولندا في ذاك الوقت كان تحت احتلال، إلا أن مع تفاقم الوضع لاحقاً قام ستانيسلاف بإرسال عائلته عبر غدانسك إلى شتشين في 1708، ومع 1709 أصبح الوضع أكثر صعوبةً مع انهيار السلطة العليا للجيوش السويدية في بولندا وخاصة بعد الهزيمة القاسية على يد الروس في بولتافا، تم عزل زوجها ورجوع الملك المخلوع أوغست الثاني إلى العرش، بقيت العائلة أولاً في كريستيانستاد السويدية في سكانيا منذ 1711 ولمدة ثلاثة سنوات، استطاعوا الحصول على معاملة الحسنة هناك في السويد، ومع 1714 حصلوا على إذن الإقامة في إمارة تسفايبروكن (في ألمانيا اليوم)، بحيث تم دعمهم من خلال مدخول تسفايبروكن، عاشوا هُناك حتى وفاة كارل الثاني عشر في 1718، حافظت كاتارزينا وابنتها على مراسلات سياسية مع زوجة أرفيد هورن التي تعرفوا عليها من خلال إقامتهم في السويد.
بعد وفاة كارل الثاني عشر انتقلوا نحو فيسيمبورغ بالألزاس كان مستوى المعيشة خلال إقامتهم هُناك أقل من المعتاد بالنسبة للملك في ذاك الوقت، بحيث كانوا يعيشون في منزل صغير، فلم يستطيعوا دفع رواتب حاشيتهم الصغيرة، وقيل أن مجوهراتها كانت محتجزة كضمان من قبل المصرفي، وصفت كاتارزينا بأن حالتها الاقتصادية كانت مزرية، قيل أن علاقتها مع ستانيسلاف أصبحت صعبة ومشحونة بالغضب ومشاكل لأنها شعرت بخيبة أمل على فقدان المنصب الملكي وألقت اللوم على أفعال ستانيسلاف وأيضا انضمت حماتها آنا إلى جانبها، بحيث أصبحت تعيش معهم في المنفى.
في 1725 اختيرت ابنتها ماري لتكون ملكة فرنسا، وبالتالي أصبحت حماة لويس الخامس عشر، بعد الزفاف أُقيمت مع عائلتها في قلعة شامبور، تم معاملتهم في البلاط الفرنسي على أنهم ملك وملكة.
ومع 1733 بعد وفاة أوغست الثاني ملك بولندا تلقى زوجها الدعم من صهرها لويس الخامس عشر للذهاب إلى بولندا لتنصيب نفسه كملك، هذه المرة ترك كاتارزينا ورائه في فرنسا، على الرغم من انتخابه كملك بولندا إلا أن بسبب اعتراض روسيا وحليفتها النمسا ودخول البلاد في حرب أهلية حقيقية وتأخر المساعدة الفرنسية تم عزله مرة أُخرى في 1736، وباءت كل محاولاته بالفشل.

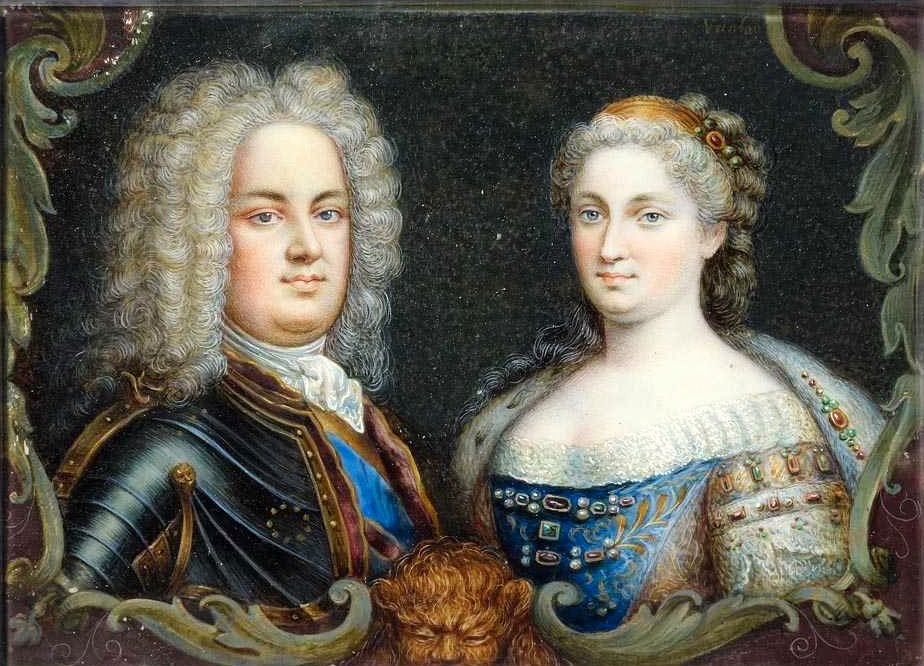
كاتارزينا مع زوجها ستانيسلاف

في 1737 تم منحه دوقية لورين وبار على الحدود الفرنسية-الإمبراطورية الرومانية المقدسة لبقية حياته، وبذلك أصبحت دوقة القرينة، على الرغم من أنها استقرت في البلاط الدوقي في نانسي، إلا أنها عانت من الربو ومشاكل في القلب، مما جعل تتغيب كثيراً عن حفلات البلاط، ووصفت بأنها كانت متعصبة مع هوجس بالعودة إلى بولندا. 
طالما عاشت من استفاد زوجها ستانيسلاف من الكنيسة الكاثوليكية واليسوعيين مالياً، على عكس زوجها، لم تتكيف كاتارزينا مع حياتها في فرنسا أو لورين، بحيث دائما ما تشعر بمرارة بسبب نفيهم، واستمرت للحنين إلى بولندا، وصفت كاتارزينا بأنها ربة بيت، متدينة، كريمة، وأيضا كانت لها شخصية قاسية، بحلول ذاك الوقت أصبحت مملة بالنسبة لزوجها، بحيث أن زوجها بمجرد أصبح الدوق قام باتخاذ بعض العشيقات، بحيث اعتبر معظم هذه العشيقات هن وصيفاتها، ومع ذلك لم تتمكن كاتارزينا من منع زوجها.
توفيت كاتارزينا في لونفيل في 1747، قام الملك لويس الخامس عشر بحفل تذكاري على شرفها في كاتدرائية نوتردام في نانسي بحيث يقع قبرها في هذه الكاتدرائية بجوار قبر زوجها وقلب ابنتهما، تم تسمية أحد الشوارع في نانسي على شرفها.
من خلال ابنتها ماريا تعتبر جدة ملوك فرنسا وملوك إسبانيا وأباطرة البرازيل وملوك البرتغال وملوك الصقليتين وملوك ساكسونيا وملوك إيطاليا وملك بافاريا وإمبراطور النمسا-المجر وملوك بلغاريا وملوك بلجيكا ودوقات لوكسمبورغ الكبار وأمراء ليختنشتاين ودوقات بارما.

## معرض صور

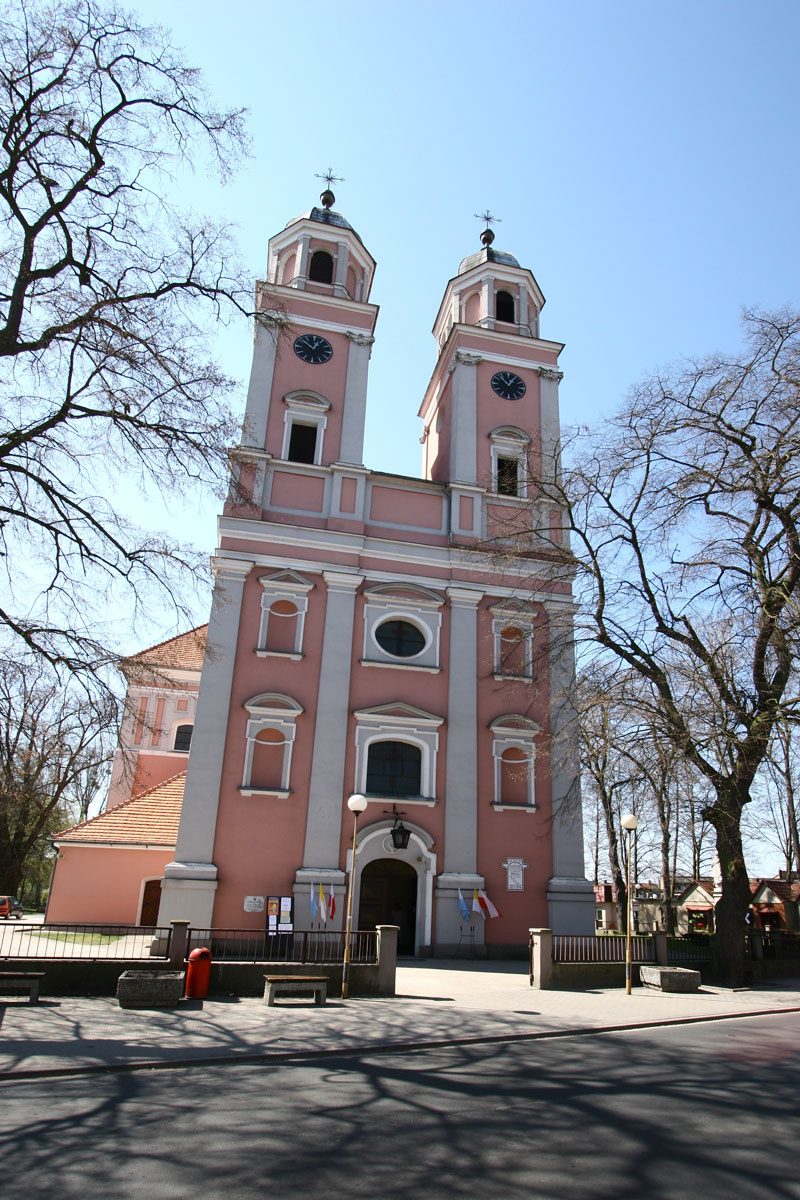
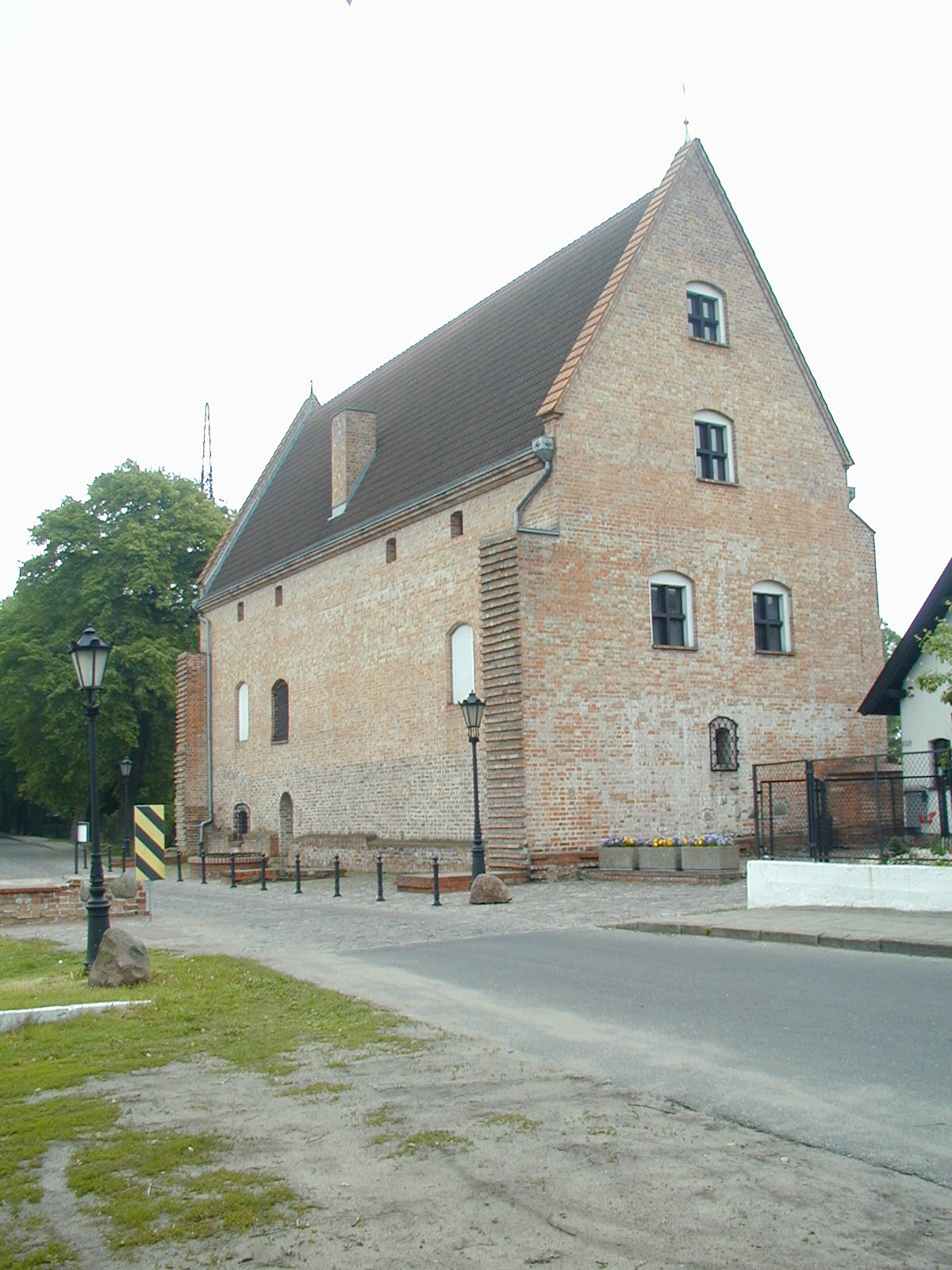
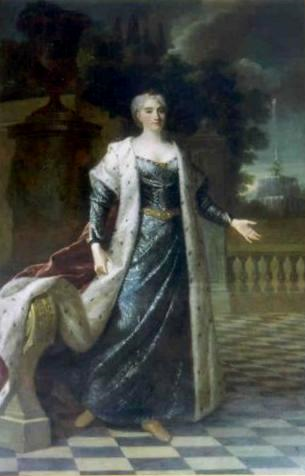
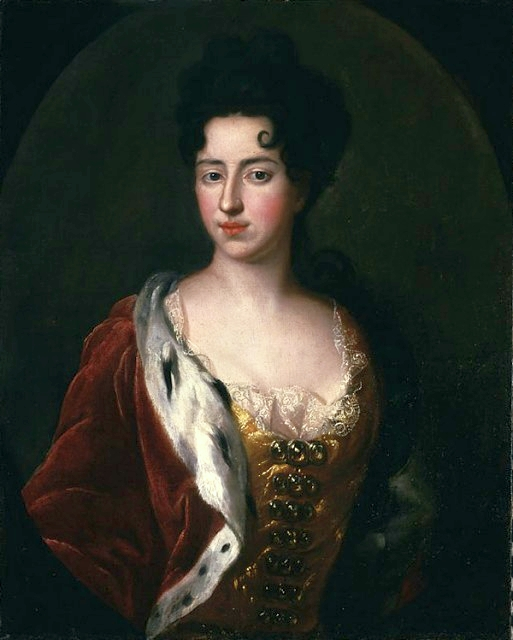
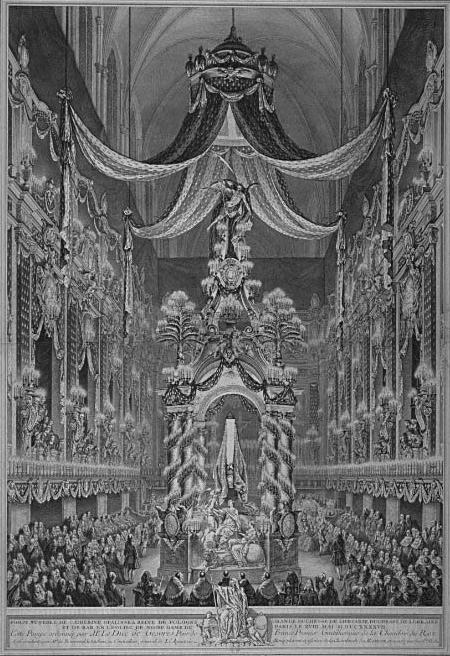
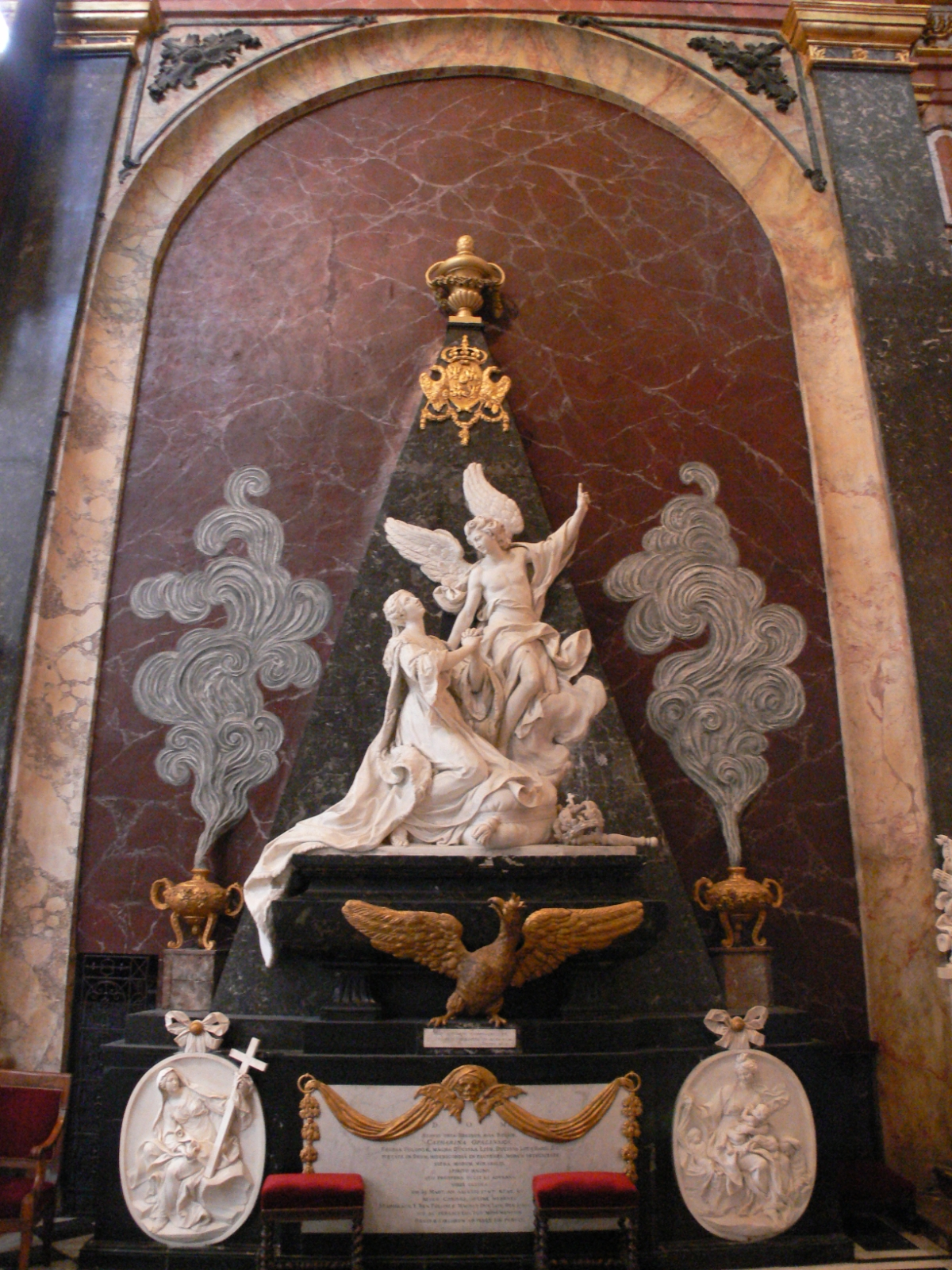